# Campylopus ambiguus
Campylopus ambiguus là một loài rêu trong họ Dicranaceae. Loài này được Thér. mô tả khoa học đầu tiên năm 1922.